# 王赓山

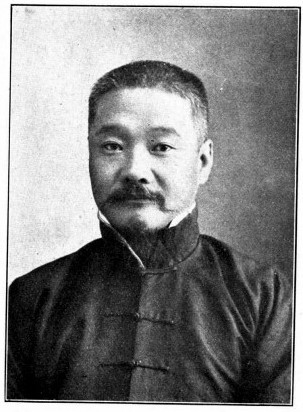
《民國之精華》中的王鑫润照片

王赓山（1878年—1959年），名鑫润，字赓山，以字行，甘肃皋兰人。中华民国、中华人民共和国政治人物。

## 生平
王赓山是清朝光绪二十七年（1901年）举人。清朝末年，肄业于北京高等法律学堂。毕业后，适逢武昌起义爆发，王赓山南下参与革命派的活动。中华民国成立后，王赓山被任命为南京临时政府司法部佥事，旋即被选为临时参议院议员。此后，他在北京临时政府司法部注册为律师，并且出任第一届国会参议院议员，任宪法起草委员会委员，参与制定《天坛宪草》。民国3年（1914年）国会遭到解散后，王赓山回到甘肃，任甘肃公立法政专门学校教授。不久，赴上海，办《中华新报》并任该报东文编辑。1916年，第一届国会第二期常会开幕时，王赓山赴北京，继续担任参议员。民国12年（1923年），身为议员的王赓山拒绝了曹锟贿选。
1930年代后，王赓山定居兰州水磨沟，先后任教于甘肃学院、陇右中学（今兰州市第八中学）、兰州工业职业学校。
中华人民共和国成立后，王赓山历任兰州市政协副主席、甘肃省政协副主席、兰州市监察院委员、“三反五反”执行主席、民革甘肃省委委员。1954年当选甘肃省人大代表。
1959年，王赓山逝世。